# Пашабахче България
„Пашабахчѐ Бълга̀рия“ ЕАД е българско предприятие за производство на опаковки и домакинско стъкло със седалище в Търговище, част от турската група „Шишеджам“.
Производствената му база е разположена на обща площадка с тези на две други подразделения на „Шишеджам“ – производителя на плоско стъкло „Тракия Глас България“ и производителя на автомобилни стъкла „Шишеджам Аутомотив България“. „Пашабахче България“ води началото си от създаденото през 2004 година в „Тракия Глас България“ производство на домакински стъклени съдове, което през 2015 година е обособено като самостоятелно дружество.
Към 2022 година „Пашабахче България“ има обем на продажбите от 291 милиона лева, като основната част от продукцията се изнася, над половината – в Германия, Турция, Великобритания и Швейцария. През 2017 година предприятието е второто по обем на продажбите в област Търговище (след „Тракия Глас България“) и вторият производител на опаковки и домакинско стъкло в България (след „Бией Глас България“).